# I K
I K – seria wąskotorowych lokomotyw parowych wyprodukowanych dla kolei saksońskich w latach 1881–1891 w zakładach Sächsische Maschinenfabrik. Oznaczone następnie serią Kolei Niemieckich 99750–752. Stanowiły tendrzaki na parę nasyconą o układzie osi C n2. Zbudowano 44 oryginalne parowozy oraz jedną replikę w 2009 roku.

## Historia powstania
Parowóz serii I K został skonstruowany w zakładach Sächsische Maschinenfabrik (dawniej Richard Hartmann) w Chemnitz w odpowiedzi na zapotrzebowanie na lokomotywy dla powstającej w Królestwie Saksonii w latach 80. XIX wieku sieci kolei wąskotorowych o prześwicie 750 mm. W latach 1881–1891 zbudowano łącznie 44 lokomotywy. Od lokomotywy nr 6 wydłużono budkę maszynisty, przez co długość wzrosła z 5480 do 5630 mm. Początkowo oznaczone było jako seria H V TK, od 1896 roku: K I, a od 1900 roku otrzymały ostateczne oznaczenie kolei saskich: I K (jeden K).

## Użycie
Parowozy serii I K weszły przede wszystkim do służby na Królewskich Państwowych Kolejach Saksonii, nosząc tam numery: 1-4, 6-17, 20-34, 37-42, 47-48. Cztery parowozy dostarczone w 1889 roku i ostatni piąty w 1891 roku zostały ponadto zakupione dla prywatnej kolei Zittau-Oybin-Jonsdorf (ZOJE), nosząc numery taborowe od 1 do 5 i nazwy: Alexander Thiemer (pierwotnie Mandau), Lausche, Töpfer, Hochwald i Zittau. Po przejęciu tej kolei przez państwo w 1906 roku otrzymały numery od 49 do 53

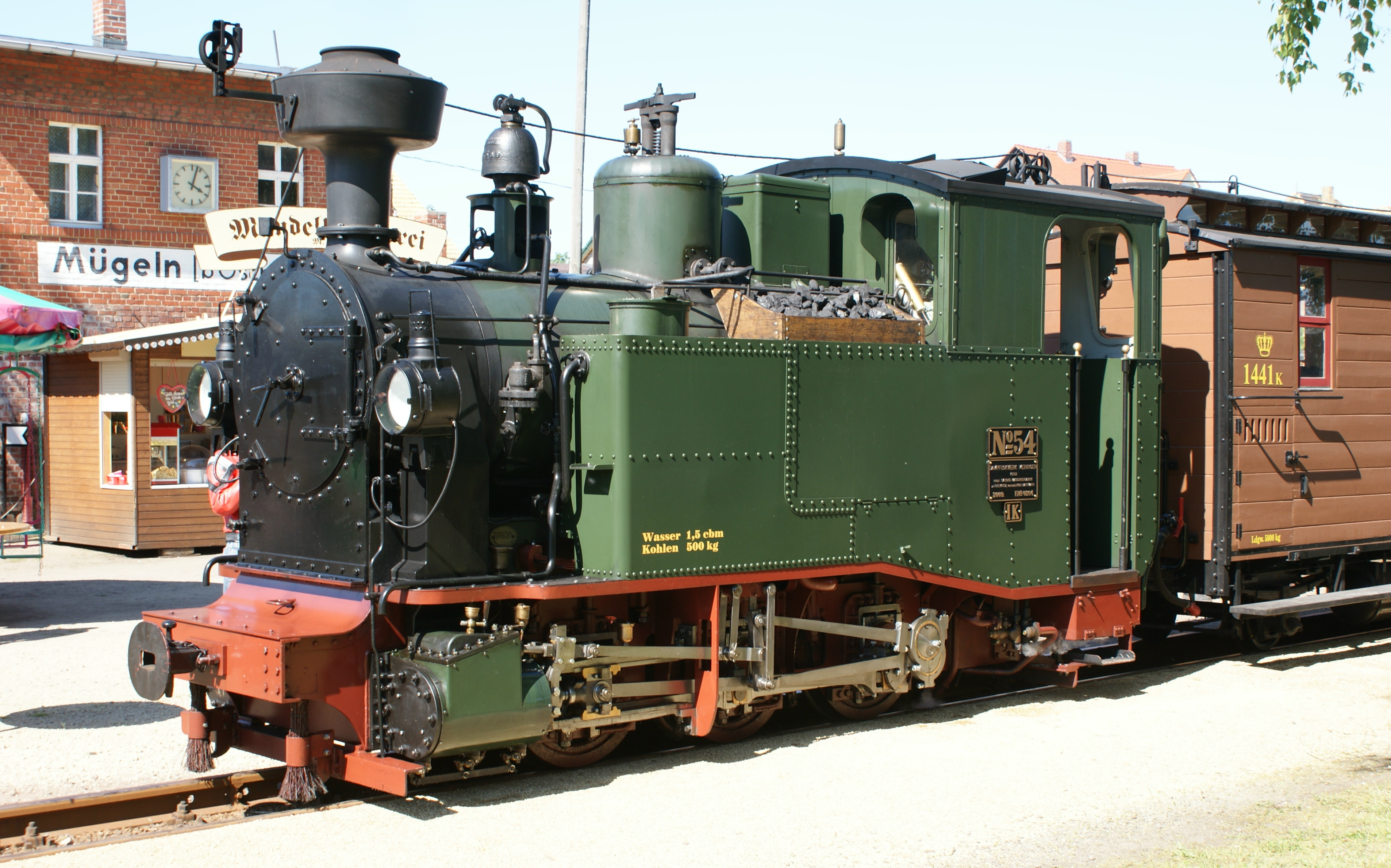
Replika I K nr 54 w historycznych barwach

Po I wojnie światowej pozostało w Niemczech 28 lokomotyw, które zostały przejęte przez Koleje Rzeszy (Deutsche Reichsbahn). Otrzymały oznaczenie serii 99750–752 i numery od 99 7501 do 7528. Do 1928 roku zostały wycofane ze służby na kolejach państwowych. Były używane dalej w przemyśle do 1963 roku, a ostatnia nr 12 została skasowana w 1964 roku.
W 1919 roku pięć parowozów zostało przekazanych dla Polskich Kolei Państwowych w ramach podziału majątku Niemiec (numery: 9, 38, 39, 41 i 52). W 1940 roku, podczas II wojny światowej Koleje Rzeszy przejęły z powrotem dwie lokomotywy zdobyte w Polsce, które otrzymały numery 99 2504 i 2505.
W lipcu 2009 roku ukończono budowę repliki lokomotywy serii I K, przeznaczoną do obsługi ruchu turystycznego w lokomotywowni Radebeul, która otrzymała numer 54.

## Seria II K (nowa)
W 1913 roku zrekonstruowano cztery najstarsze lokomotywy z krótszymi budkami o numerach od 1 do 4, łącząc je budkami i tworząc dwa parowozy dwuczłonowe, oznaczone jako seria II K (nowa) – niem. Gattung II K (neu). Otrzymały one numery 61A/B i 62A/B. Pierwszy z nich służył do 1919 roku na kolei Zittau-Oybin-Jonsdorf.